# メットールシリーズ
メットールシリーズ（Mettaur）は、カプコンのコンピュータゲーム「ロックマンシリーズ」およびその派生シリーズに登場する架空のロボット。そのバリエーションの総称。

## 概要
元は工業用に作られたロボットという設定。本体がその下に丸ごと入るほどの大きさの工事用の安全ヘルメットを被っており、ヘルメットを閉じ、下に隠れている状態では原則として攻撃が通じない。近づくと攻撃をするためにヘルメットを上げて本体が顔を出すので、その瞬間がダメージを与えるチャンスとなる。本体の耐久力自体は低く、通常攻撃1発で倒せるものがほとんどである。
初出は『ロックマン』のガッツマンステージで、その時は足のないデザインをしていた。次回作である『ロックマン2』にて再登場（名前は「ネオメットール」）した際に初めて足がつき、以降のバリエーションの元となる姿が確立し、また単に「メットール」としてもこの姿で登場するようになる。
シリーズ中に様々なバリエーションが登場し、現在はロックマンシリーズの代表的なキャラクターの一つになっており、単なる敵キャラクターとしてだけでなく、マスコットのような存在にもなっている。
『ロックマン4』では出現する敵がボスも含め（1箇所を除き）全部メットールであるステージも存在する。
『大乱闘スマッシュブラザーズ for Nintendo 3DS』では、「フィールドスマッシュ」というモードでロックマンシリーズの型が敵キャラクターとして登場する。

## シリーズ

### ロックマンシリーズ
元祖のメットールの姿と行動パターンをほぼそのまま受け継ぐもの（本流）と、その他のタイプとに分類する。

#### 本流
- メットール - 足がついていないタイプ。3方向に弾を発射する。工事現場の親方で、主に土地開拓を専門に行っていた。
- ネオメットール - 足がつき、移動が可能になったタイプで、以降のメットールの基本タイプとなった。弾を撃った後高速で突進してくる。
- メットールDX - 弾を撃ってから歩行するタイプの他、プロペラで飛行するタイプがある。飛行タイプは空中に飛んでから下3方向に弾を撃ってくる。
- メットールEX - 歩きながら弾を撃つタイプと、ジャンプで接近するタイプ、コマのように回りながら水平に3発の弾を撃つタイプがある。回るタイプは耐久力が高く、バスター（通常弾）を3発当てなければ倒せない。
- メットールマミー - メットールダディを小型化したもの。移動はしない。元々は小さなメットール（ベビーメットール）を生み出す予定だったが、設計ミスで破壊されたショック時でしか生み出す事ができない。
  - ベビーメットール - メットールマミーを撃破した瞬間に生み出される小型のメットール。小刻みに跳ね回る。設計ミスで、しばらくすると自爆してしまう。
- メットールFX - メットールの直列系。攻撃手段は今までと同様、三方向に放つ弾。
- メットールSV - 水陸両用タイプ。SVとはスペシャルバージョンの略。弾は水平に1発のみ発射。一度に10体近くも大量に現れることもある。
- メットールDM - レースゲーム『バトル&チェイス』でコース上に多数存在する。ヘルメットを閉じず攻撃も行わない。
- メットール（ロックマン&フォルテ） - 外見はSVと同一だが弾を3方向に撃つ。
- メットール・ピョン - ヘルメットを上げると同時に小さく跳ね、高速で弾を撃つ。他と比べて隙が少なめで、本体の耐久力も高い。
- メットールβ - 初作のメットールとほぼ同じ外見、性能。
- ネオメットールX - ロックマン2のネオメットールとほぼ同じ外見、性能。

#### その他のタイプ

##### 巨大化
- ジャイアントメットール - 「大きいものは強い」というワイリーの理念から作られた巨大なメットールで、中ボスとして登場する。歩行が出来ない為にバーニアで空中を浮遊しており、ヘルメットを閉じないが、特定の部位以外ダメージを受けない。単体でメットールDXを生産する機能を持つ。
- メットールダディ - ジャイアントメットールの改良型。ボスとして登場する。ジェット噴射によるジャンプで高い機動力を誇る。しかも着地すると地響きでロックマンの動きまで止める。単体でメットールEXを生産する機能も持つ。しかし、冷却効率が悪いという欠点がある。
- ジャンボメットールF -『バトル&チェイス』で、コース上に立ちふさがる大型のメットール。ヘルメットを閉じないが本体の耐久力が高い。

##### 特殊環境
- メットールスイム - 水中作業用のタイプで足ひれ、呼吸用にシュノーケルをつけている。
- スイムメットールDX - メットールFXを化学薬品の中でも活動可能にしたタイプ。
- スペースメットール - エンジンを搭載して宇宙空間で活動可能になったタイプだが、常に浮遊しておりヘルメットを閉じられないため無敵時間がない。弾は撃たず、体当たりで攻撃する。
- ヘリメットール - メットールFXにプロペラのついたタイプで常に飛行しているが、ヘルメットを閉じられないため無敵時間がない。両足が砲台に改造され、斜め下2方向に弾を撃つ。
- ネオヘリメットール - プロペラのついたタイプ。常に飛行しており、ヘルメットを閉じ可能。3方向に弾を撃ってくる。

##### 他機能追加など
- メットール砲台 - 砲台の制御頭脳としてメットールを流用したもの。『ロックマンワールド4』では、終盤に巨大なメットール砲台が中ボスとして登場。
- メットールK-1000 - メットールによる貨物輸送を可能にしたもの。蒸気機関車にメットールが乗っているようなデザイン。
- ファイヤーメットール - 頭から炎を出しているタイプ。四年に一度開催されるロボットオリンピックの聖火ランナー用として改造された。ヘルメットはないため攻撃は防げない。
- ヘル＝メットールDX - メットールDXを装甲戦車型に改造したメットールの試作品。ヘルメットを閉じない代わりに、前部からの攻撃を防ぐシールドを装備。
- メットールスナイパー - フクホーン（#類似・関連を参照）をモデルに作られた、メットール改良計画の試作品。頭にキャノン砲を装備している。他のメットールと違い、閉じているときに弾を撃ってくる。
- メットンガーZ - メットールが操縦するロボット戦車。ボスとして登場。
- サボットール - ヘルメットがサボテンになっているメットール。メットールスナイパーと同様、閉じているときに攻撃し、サボテンのトゲを周囲に飛ばす。
- カモフラメットール - ヘルメットを1UPアイテムにすることで1UPアイテムに化けている。
- ヌメットール - ゲル状の体で天井や床を這い回り、紫の粘着力のある弾を放つ。

#### その他
- 『スーパーアドベンチャーロックマン』にはメットールの家族が登場する。食卓を囲んでおり両脇から短い手もついている。
- 同じく『スーパーアドベンチャーロックマン』には倒した敵を担架に乗せて運んでいく、救急隊員のようなメットールが登場する。
- ボードゲーム『ロックボード』では、メットール同士のレースで賭けができる「娯楽所」が存在する。

### ロックマンXシリーズ
- メットールC-15 - 工事現場の主任に昇進したレプリロイド。弾は単発だが狙って撃ってくる。
- メットールD2 - ヘルメットが軍事用のものになっている。ノクトビジョンを装備し、暗所でも活動が可能で、主に諜報活動に用いられている。
- メットールT - メットールD2のマイナーチェンジ版。能力的には大差ない。
- コーンメットール - ヘルメットがコーンになっている。ハイウェイ上に多数配備される。
- メットール、アーミーメットール、メットールGM - それぞれ多少外見が異なるが性能は同一。弾は単発か、場合によっては3方向に発射する。
- メットールライド - 専用の小型ライドアーマーに乗ったメットール。

以下、RPG作品『コマンドミッション』に登場するもの。
- メットール
- メットールコマンダー
- メットールカウンター - 直前に受けたものと同じ種類の攻撃に対し、反撃をしてくるメットール。
- メットールキュア - 救急隊員のような白いヘルメットで（救急車のランプ状のものもある）、味方を回復し援護する。
- メットールゴールド - 全身が金のメットール。所持金が多いが、攻撃するごとに半減していく。
- メットールシルバー - 全身が銀のメットール。ゴールド同様、所持金が多いが、攻撃するごとに半減していく。
- メットールギガント - 特定のエリアに登場する巨大なメットール。ヘルメットを閉じた状態で現れ、ほとんどの攻撃が通じないまま逃走するが、ある条件を満たすとヘルメットを上げ、高い戦闘力で襲い掛かってくる。

### ロックマンエグゼシリーズ
デザインがよりデフォルメされ、丸みを帯びた形になる。ツルハシで地面を叩き、衝撃波を走らせる“ショックウェーブ”という攻撃をしてくる。上位のものほど衝撃波のスピードが速くなり、一部は衝撃波が通った後のパネル（地面）が変化する。
- メットール - このバージョンのみヘルメットを閉じない。
- メットール2（メットール2nd） - 非攻撃時にヘルメットを閉じるようになる。
- メットール3（メットール3rd）- 『エグゼ5』では衝撃波が通ったパネルにヒビが入る。
- メットールSP - 『エグゼ3』では衝撃波が通った後のパネルにヒビが入る。
- メットールEX - メットール2と同じく、普段はヘルメットを閉じる。
- メットール2EX
- メットール3EX - 外見はメットールSPと同じ。『エグゼ5』では衝撃波が通ったパネルが毒沼パネルになる。
- レアメットール - 出現率が低い希少種。衝撃波が通った後のパネルにヒビが入る。
- レアメットール2- 出現率が低い希少種。衝撃波が通った後のパネルは毒沼パネルになる。

### 流星のロックマンシリーズ
攻撃パターン、および外見はエグゼシリーズを踏襲しているが、ヘルメットのてっぺんがアンテナ状に尖り、名前も「メットリオ」に変更されている。それぞれに末尾に"G"がつく巨大版も存在。
- メットリオ - ヘルメットを閉じない。
- メットリオ2 - ヘルメットが赤い。攻撃する際を除いて、ヘルメットを閉じるようになる。
- メットリオ3 - ヘルメットが青い。

### ロックマンゼロシリーズ
- メットール - 『ロックマンゼロ』『ロックマンゼロ4』に登場。『ゼロ』ではサイバーエルフ・メットール種（#類似・関連を参照）使用時のみ出現するが、『ゼロ4』では通常の敵として現れる。
- メットールRW - 『ロックマンゼロ2』『ロックマンゼロ3』に登場。サイバーエルフ・メットール種使用時のみ出現。
- スイムメットールRW - 『ロックマンゼロ2』『ロックマンゼロ3』に登場。サイバーエルフ・メットール種使用時のみ出現。
- ヘリメットールRW - 『ロックマンゼロ2』『ロックマンゼロ3』に登場。サイバーエルフ・メットール種使用時のみ出現。

### ロックマンゼクスシリーズ
- メットールRE - 『ロックマンゼクス』に登場。メットールマミーのように、破壊されると小型のメットールを出す。
- パットロール - 『ロックマンゼクス』に登場。セルパンカンパニーが配置したインナー（居住区）警備用メカニロイド。メットールにサイレンがついた亜種で、警棒を装備している。武器を持っていない（ロックオンしていない）時は襲ってこない。
- メットールパワード - 『ロックマンゼクス』に登場。遊園地の中ボスで、大型。遊園地のオブジェだったがいつの間にかメカニロイドに改造されていた。
- メットールV - 『ロックマンゼクスアドベント』に登場。口からプチメットールを吐き出す新種のメットール。

## 類似・関連
メットールとは異なるが類似性・関連性のあるキャラクターを記述する。
- ピッケルマン - 『ロックマン』に登場。メットールに胴体をつけ様々な作業が出来るようにした。つるはしを投げて攻撃をしてくる。ピッケルマン・ブル、ピッケルマン・ダダなどのバリエーションがある。
- マンブー - 『ロックマン』に登場。空中を浮遊している偵察ロボット。普段は装甲を閉じ、攻撃時に顔を出して8方向に弾を撃つ。
- メットールポットン - 『ロックマン6』に登場。メットールではなく、メットールを大量に製造するマシン。中ボスとして登場する。
- フクホーン - 『ロックマンワールド5』に登場。シュホォーンの部下である移動砲台で、顔の部分がメットールスナイパーと異なる（モノアイ）以外は同一。暇がある時はシュホォーンに油をさしている。メットールスナイパーのモデルとなっている。
- プランティー - 『ロックマンX』に登場。メットールシリーズの親戚であるレプリロイド。ヘルメットではなく葉っぱをつけ森林に潜む。アイアームという小さな虫型メカを放ってくる。
- ガラクタロボット - 『ロックマンX2』に登場。メットールC-15を含むロボットの残骸を組み合わせたもの。
- サイバーエルフ・メットール種 - 『ロックマンゼロ』に登場。敵ではなく、画面上の敵を全てメットールに変える能力を持つ。